# چرون
چرون، روستایی از توابع بخش کنارتخته و کمارج شهرستان کازرون در استان فارس ایران است.

## جمعیت
این روستا در دهستان کنارتخته قرار دارد و بر اساس سرشماری مرکز آمار ایران در سال ۱۳۸۵، جمعیت آن ۶۴ نفر (۱۱خانوار) بوده‌است.